# Grec antic

Les colònies gregues antigues i els seus dialectes a la Magna Graecia.
Grec del NO
Acadi
Dòric
Jònic

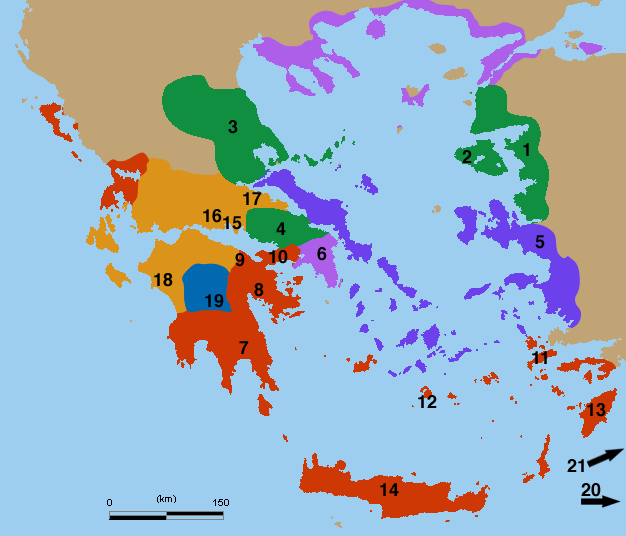
Dialectes del grec antic
1 a 4: eòlic
5: jònic i 6: àtic
7 a 14: dòric
15 a 18: nord-occidental
19 a 21: arcadoxipriota

El grec pertany a la gran família de llengües derivades d'una llengua avantpassada comuna coneguda com a indoeuropeu. La llengua grega de l'antiguitat es parlava no sols a l'antiga Grècia peninsular, sinó també a les colònies, cosa que va donar lloc als distints dialectes que es coneixen. La llengua grega actual té el seu origen en aquesta època, encara que ha sofert grans transformacions en els seus més de tres mil anys d'història, des del grec micènic de l'edat del bronze fins al grec demòtic contemporani, passant pel grec hel·lenístic i pel grec medieval.

## Història
En els deu segles anteriors hi havia hagut nombrosos dialectes grecs, que es diferencien en detalls fonètics i morfològics, però eren mútuament intel·ligibles, i a partir de finals del segle iv aC, progressivament el grec va aconseguir un alt grau d'unitat, tot i delimitar-ne uns grups dialectals, dels quals els mateixos grecs eren conscients. Les classificacions dels estudiosos moderns modifiquen de diverses maneres les classificacions fetes pels antics, però encara les conserven com a base.

## Dialectes del grec antic

### Àtic
El grec àtic fou parlat a Atenes i els seus voltants, estava relacionat amb el jònic. El grec que sovint s'estudia com a model de llengua de l'antiguitat és el que correspon al dialecte àtic, ja que literàriament va arribar a superar tots els altres dialectes, principalment en els segles V aC i IV aC. En aquest dialecte van escriure els grans autors de la literatura grega: els poetes tràgics Èsquil, Sòfocles i Eurípides, el poeta còmic Aristòfanes, els historiadors Tucídides i Xenofont, el filòsof Plató i els oradors Lísies, Demòstenes i Escairis.

### Jònic
El jònic es parlava a Eubea, a les Illes Cíclades i a la regió de l'Àsia Menor que comprèn Esmirna, Efes i Milet. Aquest dialecte és la base de la llengua d'Homer, Hesíode i Heròdot.
Aparentment, es va estendre originàriament des de la Grècia continental a través de l'Egeu durant l'etapa de les invasions dòriques, al voltant del segle XI aC. Cap al final de l'edat fosca grega al segle viii aC, la Jònia pròpiament dita la formaven la costa occidental de l'Àsia Menor i les illes de Quios i Samos. El grec jònic es parlava també a les illes de l'Egeu central i a la gran illa d'Eubea, al nord d'Atenes. Aviat s'estengué, gràcies a la colonització jònica, cap a àrees del nord de l'Egeu, el mar Negre i el Mediterrani occidental.
Se sol dividir el dialecte jònic en dos períodes principals: el grec jònic vell i el grec jònic nou. El punt exacte de transició se'n desconeix, però una bona aproximació seria el 600 aC.

### Eòlic
L'eòlic es parlava a la part nord de la costa d'Àsia Menor, a l'illa de Lesbos, a Tessàlia i Beòcia. Com a dialecte de la llengua grega antiga, l'eoli o grec eòlic designa un grup de subdialectes arcaics parlats a Lesbos, Beòcia i altres parts de Grècia. Va tenir una breu hegemonia paral·lela a la de Tebes durant el segle iv aC i fou llengua culta (Safo i Alceu de Mitilene la van usar en els seus poemes) durant un temps.
És possible que els seus parlants pertanyessin a la segona (és a dir, l'aquea) onada migratòria d'hel·lens des de les planes de l'Europa central (o segons altres teories, des del que ara és Ucraïna) cap al que va ser la seva terra. El dialecte eoli presenta molts arcaismes en comparació amb altres dialectes grecs com ara el jònic-àtic, el dòric, el grec nord-occidental i l'arcadoxipriota; però també moltes innovacions.

### Dòric
El dòric abastava el nord-oest de Grècia, el Peloponès, la part sud de la costa d'Àsia Menor, les illes de Creta i Rodes i la Magna Grècia.
En general s'accepta que el grec dòric es va originar a les muntanyes de l'Epir, al nord-oest de Grècia, l'assentament originari dels doris. Es va estendre cap a les altres regions durant la invasió dòrica (al voltant del 1150 aC) i les colonitzacions que la van seguir. La presència d'un estat dòric (la Dòrida) a la Grècia central, al nord del golf de Corint, va originar la teoria que el grec dòric tenia l'origen a la Grècia nord-occidental o potser més enllà dels Balcans. Tot i això, continua sense saber-se on era exactament el límit prehistòric, i si incloïa els antics macedonis.

### Grec nord-occidental
El grec nord-occidental està relacionat, i a vegades identificat, amb el dòric. És tan sols una distinció nominal, ja que si el primer s'ha de considerar part del segon, o el segon del primer, ambdós formen part d'un sol "grec occidental". En qualsevol cas, els subdialectes i la seva agrupació no varien.
El nord-occidental es distingeix del dòric per dues característiques generals:
- el datiu plural de la tercera declinació es fa en -οις en comptes de en -σι.
- ús de ἐν + acusatiu en comptes de εἰς.

### Arcadoxipriota
L'arcadoxipriota era parlat a Arcàdia i Xipre aproximadament entre els segles VII aC i IV aC. Descendia directament del grec micènic i es va parlar a les àrees on es retragué la població micènica en la invasió dòrica.
Se'n té coneixença només a partir d'inscripcions. A Xipre s'escrivia amb el sil·labari xipriota.
Va mantenir moltes característiques del micènic, que es van perdre en altres dialectes clàssics, com ara el so /w/. La lletra Ϻ s'usava només a Arcàdia fins al segle vi aC.

### Macedoni
L'antic macedoni era la llengua dels antics macedonis. Es parlava a Macedònia durant el primer mil·lenni aC. A partir del segle v aC va ser gradualment desplaçada pel grec comú de l'època hel·lenística. Encara no és clar si era un dialecte del grec, una llengua germana o una llengua indoeuropea propera tant a aquest com a les llengües tràcies i frígies.
El coneixement que tenim de la llengua és molt limitat, car no es conserven texts que es puguin considerar irrefutablement escrits en antic macedoni, encara que s'ha pogut compilar un corpus d'unes 150 paraules i 200 noms propis autènticament macedonis de fonts antigues, principalment inscripcions en monedes i el glossari d'Hesiqui d'Alexandria, del segle v. La majoria se'n poden identificar com a gregues, però algunes no són fàcilment reconciliables amb la fonologia estàndard del grec. Les 6.000 inscripcions macedònies que han sobreviscut estan escritesc en dialecte àtic.
El katadesmos (defixio, encanteri o maledicció inscrita) trobat a Pel·la el 1986, un text escrit en una variant característica del grec dòric i datat entre principis i mitjan segle iv aC, s'ha usat com a argument que l'antic macedoni era un dialecte del grec nord-occidental, que formava part dels dialectes dòrics. Abans que es descobrís, s'havia proposat que el dialecte macedoni era una forma antiga de grec, parlada en la mateixa època que el dòric pròpiament dit.

## Fonologia

### Consonants
|           |           | Bilabial | Dental | Velar | Glotal |
| --------- | --------- | -------- | ------ | ----- | ------ |
| Nasal     | Nasal     | μ m      | ν n    | γ (ŋ) |        |
| Oclusiva  | sonora    | β b      | δ d    | γ ɡ   |        |
| Oclusiva  | sorda     | π p      | τ t    | κ k   |        |
| Oclusiva  | aspirada  | φ pʰ     | θ tʰ   | χ kʰ  |        |
| Fricativa | Fricativa |          | σ s    |       | h      |
| Vibrant   | Vibrant   |          | ρ r    |       |        |
| Lateral   | Lateral   |          | λ l    |       |        |

[ŋ] es produïa com un al·lòfon de /n/ que es va utilitzar abans de les velars i com un al·lòfon de /ɡ/ abans de les nasals. /r/ probablement no tenia veu quan la paraula era inicial i geminada (escrita ῥ i ῥῥ). /s/ es va assimilar a [z] abans de les consonants sonores.

#### Vocals
Les vocals i diftongs grecs arcaics i clàssics variaven segons el dialecte. Les taules següents mostren les vocals de l'àtic clàssic en l'IPA, aparellades amb les lletres vocals que les representen en l'alfabet jònic estàndard. L'anterior alfabet àtic antic tenia certes diferències. El grec àtic del segle v aC probablement tenia 5 vocals curtes i 7 llargues: /a e i y o/ i /aː eː ɛː iː yː uː ɔː/. La longitud de la vocal era fonèmica: algunes paraules es distingeixen entre si per la longitud de la vocal. A més, l'àtic clàssic tenia molts diftongs, tots acabats en /i/ o /u/; aquests es comenten tot seguit.
En l'ortografia estàndard del grec antic, les vocals llargues /eː ɛː uː ɔː/ (escrites ει η ου ω) es distingeixen de les vocals curtes /e o/ (esclat ε ο), però els parells llargs i curts /a aː/, /i iː/ i /y yː/ s'escriuen cadascú amb una sola lletra, α, ι, υ. En gramàtiques, llibres de text o diccionaris, α, ι, υ de vegades es marquen amb màcrons (ᾱ, ῑ, ῡ) per indicar que són llargs, o breus (ᾰ, ῐ, ῠ) per indicar que són curts.
Per als accents, la longitud de les vocals es mesura en mores: les vocals llargues i la majoria dels diftongs compten com a dues mores; les vocals curtes i els diftongs /ai oi/ en determinades terminacions, en compten com una. Una vocal d'una mora es podria accentuar amb to agut, però les vocals de dues mores es podrien accentuar amb to descendent o creixent.
|             | Anterior       | Anterior    | Posterior |
|             | No arrodonides | Arrodonides | Posterior |
| ----------- | -------------- | ----------- | --------- |
| Tancada     | ι i iː         | υ y yː      |           |
| Semitancada | ε ει e eː      |             | ο ου o oː |
| Semioberta  | η ɛː           |             | ω ɔː      |
| Oberta      |                |             | α a aː    |

/oː/ elevat a [uː], probablement al segle iv aC.

## Literatura
La literatura grega més antiga de la qual es té constància (atribuïda a Homer i datada del segle VIII o VII aC) no es va escriure en dialecte àtic, sinó en vell jònic. Atenes i el seu dialecte van romandre en un relatiu segon pla fins que els seus canvis constitucionals van portar-la a la democràcia el 594 aC, l'inici del període clàssic i el creixement de la influència atenenca.
Els primers treballs literaris extensos en àtic són les obres dels dramaturgs Èsquil, Sòfocles, Eurípides, Aristòfanes i Menandre d'Atenes, del segle v aC. Els treballs del filòsof atenenc Plató també daten d'aquest segle destacable. Les fetes militars dels atenencs van produir algunes històries universalment llegides com les de Tucídides i Xenofont.
Lleugerament conegudes per ser més tècniques i legals són les obres d'Antifont, Demòstenes, Lísies, Isòcrates d'Atenes i molts altres. El grec àtic del filòsof Aristòtil (384-322 aC), el mentor del qual era Plató, data del període de transició del grec clàssic a la koiné.
Actualment les persones que estudien grec antic normalment comencen amb el dialecte àtic de l'època clàssica, i després, segons els seus interessos, passen o bé a la koiné de l'època hel·lenística, al Nou Testament i altres escrits del cristianisme primitiu, o bé al grec homèric per a llegir Homer i altres obres mestres del grec antic.

## Alfabet

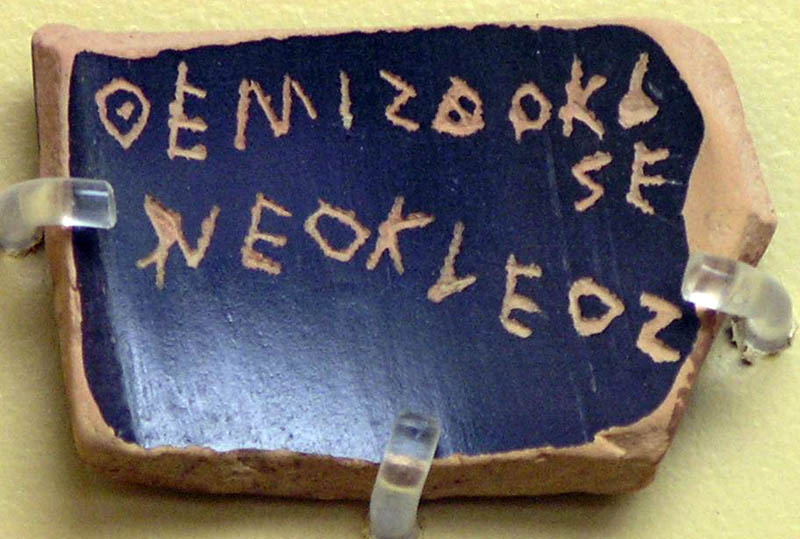
Un ostracon de la democràcia atenenca per "Temístocles, fill de Neocles". Les dues lletres finals de TEMISTOCLES està en bustròfedon i la Ε s'usa tant per a /e/ llarga com curta, és a dir, usa l'alfabet epicòric.

L'alfabet àtic clàssic estava format per les 24 lletres (majúscules) habituals de l'alfabet grec: Α, Ε, Η, Ι, Ο, Υ, Ω com a vocals i Β, Γ, Δ, Ζ, Θ, Κ, Λ, Μ, Ν, Ξ, Π, Ρ, Σ, Τ, Φ, Χ, Ψ com a consonants.
Les primeres formes de grec escrit no usaven l'alfabet grec tal com es va conèixer més tard, sinó el sil·labari, conegut com a lineal B, en el qual cada signe representava una consonant i una vocal unides. Es desconeix quan es començà a usar per primer cop l'alfabet clàssic grec. Se sap que com a mínim en el segle viii aC ja s'emprava de manera habitual, i per llavors ja s'havia dividit en una versió oriental i una d'occidental, de les quals respectivament provenen l'alfabet grec posterior i els alfabets etrusc i llatí. El que avui s'anomena alfabet grec va ser originàriament l'alfabet fenici que es va manllevar per a lletrejar paraules gregues, usant algunes de les consonants semítiques originàries (àlef > alfa, het > eta, 'ayin > òmicron) per a representar vocals gregues. Aquesta creació d'autèntiques vocals escrites va ser la contribució més revolucionària dels grecs al desenvolupament de l'alfabet.
A mesura que la utilitat de l'alfabet es va fer evident, es van anar usant varietats locals (a cops anomenades epicòriques). Al principi l'alfabet àtic no distingia entre vocals llargues i curtes (ε/η, ο/ω). No tenia la Ψ ni la Ξ, usava ΦΣ i ΧΣ en el seu lloc respectivament. A les minúscules i la iota subscrita (una invenció medieval) els faltava molt de temps per a aparèixer. La digamma (que ja no s'usava en el període clàssic) servia per a representar el so /w/.
Mentrestant, a l'altra banda de l'Egeu, a la Jònia, sorgia una nova versió jònica de l'alfabet àtic. Distingia entre o llarga i curta, i va deixar d'usar l'eta per a marcar l'esperit aspre (el so /h/) i la usava per a crear el signe de l'e llarga, quedant l'èpsilon només per a la curta. La digamma es va deixar d'usar i van aparèixer la Ψ i la Ξ, portant l'alfabet àtic a la seva forma clàssica de 24 lletres.
Quan va arribar l'any 403 aC, la ciutat estat d'Atenes ja havia percebut la necessitat d'estandarditzar l'alfabet, de manera que aquell mateix any va adoptar l'alfabet jònic. Moltes altres ciutats ja ho havien fet.
Quan els ciutadans ordinaris de la Grècia antiga llegien inscripcions -o els educats, literatura-, el que veien eren les lletres majúscules de l'alfabet jònic. Quan van aparèixer (a l'edat mitjana) les lletres minúscules, les iotes subscriptes, els accents, les marques d'esperit suau i aspre i els signes de puntuació, ja feia alguns segles que els parlants nadius no havien produït escrits en grec àtic. L'antiga literatura àtica, tal com es publica avui, usa moltes d'aquestes característiques més modernes. Els lectors moderns mal informats poden pensar que el que veuen a la pàgina és el sistema d'escriptura exactament com els antics grecs l'usaven a l'antiga Grècia, però en realitat és grec antic tal com el van transcriure els escribes romans d'Orient medievals.